# Терри, Уильям
Уильям Ричард Терри (William Richard Terry) (12 марта 1827 — 28 марта 1897) — американский бизнесмен, политик и бригадный генерал армии Конфедерации в годы американской гражданской войны. Командовал 24-м вирджинским полком во время «Атаки Пикетта».

## Ранние годы
Терри родился в округе Бедфорд в штате Вирджиния, в семье Уильяма Терри Старшего и Летти Джонсон Терри. В 1846 году он поступил в Вирджинский военный институт и окончил его 4 июля 1850 года 15-м по успеваемости в классе из 17-ти кадетов. Впоследствии Терри окончил Вирджинский университет и стал крупным торговцем и фермером. В 1856 году он женился на Мэри Аделаиде Пембертон (-1910). У них было три сына и три дочери.

## Гражданская война
Когда началась война, Терри на свои средства собрал и вооружил роту кавалерии на территории округа Бедфорд. Эта роста стала ротой А 2-го Вирджинского кавалерийского полка. Она была придана бригаде Натана Эванса и хорошо проявила себя в первом сражении при Булл-Ран. Командование обратило внимание на Терри и в сентябре 1861 года он стал командиром 24-го вирджинского пехотного полка, сменив Джубала Эрли, который был повышен до бригадного генерала.
В самом начале кампании на полуострове Терри получил ранение, когда вел полк в атаку в сражении при Уильямсберге. Это было первое из его семи ранений. Из-за него он пропустил Семидневную битву и вернулся в строй только к началу Северовирджинской кампании. В том же году он временно командовал бригадой Кемпера (после ранения Кемпера и его заместителя Монтгомери Корсе во втором сражении при Бул-Ране), а затем снова вернулся к своему полку. Он сражался при Энтитеме и при Фредериксберге.
На третий день сражения при Геттисберге 24-й вирджинский полк Терри вместе с бригадой Кемпера участвовал в «атаке Пикетта». Полк наступал на крайнем правом фланге бригады, поэтому при левом развороте бригады он попал под фланговый огонь и понёс серьезные потери. Терри был ранен во время этой атаки, однако остался в строю и, после ранения генерала Кемпера, принял командивание бригадой. Сильно пострадавшая бригада была переведена в Северную Каролину и не участвовала в боевых действиях конца года 1863 и весны 1864.
10 июня 1864 года Терри получил звание бригадного генерала (задним числом от 31 мая) и его бригада приняла участие в сражении при Колд-Харбор. После отступления к Питерсбергу Терри принял участие в обороне города; 31 мая 1865 года он получил своё седьмое ранение в сражении у Динвидди-Кортхаус, но остался с бригадой до самой капитуляции при Аппоматоксе.

## Послевоенная деятельность
После войны Терри вернулся в округ Бэдфорд и был избран в палату представителей штата, прослужив на этой должности 8 лет. С 1871 по 1872 он был мастером масонской ложи Либерти. Он так же недолго прослужил смотрителем тюрьмы, а с 1886 по 1893 заведовал Домом Ветеранов Конфедерации.
Он умер в Честерфилд-Кортхаус, Вирджиния, и был похоронен на кладбище Голливуд в Ричмонде.